# 木元ゆうこ
木元ゆうこ（きもと ゆうこ、1967年〈昭和42年〉1月5日 - ）は女優・歌手。福岡県福岡市出身。本名は木元 優子（きもと ゆうこ）。木元ゆう子、樹本由布子の芸名での活動歴もある。

## 来歴

### 生い立ち
福岡県福岡市博多生まれ。2歳の時に両親が離婚、博多から母親の実家のある東京へ転居し、母、祖父母と暮らす。上京後、東中野のアパートで母親と一緒に暮らすまでは、電車通学で中野区内の小学校に通った。中学2年の8ヶ月間不登校となるが、母親と友人に救われ、中学3年からの1年間で明るい性格を取り戻す。中野区立第三中学校卒業後、目黒学園女子商業高等学校（現・多摩大学目黒高等学校）に入学、芸能界デビューと共に堀越高等学校に転校するが中退。高等学校通信教育を修了。

### アイドル期
中学卒業間際、母親に連れられ1982年3月17日に武道館で行われたザ・タイガースの復活コンサートに行くが、木元自身は興味が無くコンサートを見ずに外のロビーに座っていた所、ポリドールレコードのディレクターに話し掛けられスカウトされる。一度、歌いに来てみないかと誘われ、ポリドールの事務所へ向かい、渡辺真知子の「迷い道」や、八神純子の「思い出は美しすぎて」等を歌う。その後3週間ほど経って、デビューして貰いたいという連絡が入る。1983年5月1日、ポリドール30周年記念女性アイドル歌手の木元ゆうことしてシングル「チェリーガーデン（桜の園）」で大々的にデビュー。事務所は「テンパープロダクション」に所属。デビューキャッチフレーズは、「ときめいて、謎めいて16歳」。デビューするギリギリまで事務所が決まらず、レコード会社が先に決まっていた。ファーストキッチン「ベーコンエッグバーガー」のTVCMに出演や、同期デビューの中ではいち早くプロモービデオも発売される等、その年の新人賞レースに向け強力にプッシュされる。秋の新宿音楽祭では銅賞に入賞。レコードのリリースはは同年のシングル2枚とアルバム1枚にとどまった。デビュー翌年の1984年には、映画月の夜 星の朝出演。
1985年、樹本由布子に改名し、日本コロムビアよりシングル「べつにシンドローム」で再デビュー。イメージビデオ『美少女シリーズ 18才・大人未満』も発売される。同年8月公開の映画『ブレイクタウン物語』で、佐藤浩市との大胆な濡れ場を披露。
他の出演作に、中山美穂主演の『夏・体験物語』、本田美奈子主演の月曜ドラマランド『微熱 MY LOVE』、『毎度おさわがせします』、『ザ・スクールコップ』『トライアングルブルー』などのテレビドラマがある。1988年、1989年にはヌード写真集『樹本由布子写真集』や、イメージビデオ『今夜はSO LONG』も発表。
1990年まで主に女優として活動するが、休業のちに引退。引退後はカメラマンのアシスタントを経験後、2年8ヶ月のバックパッカーひとり旅に出る。旅の途中インドでパスポートと持ち金を全て盗まれ、途方に暮れている所に、現在の夫と出会う。
1996年に結婚し専業主婦に専念。

### 芸能界復帰後
2014年、俳優倶楽部サイアン・インターナショナルと専属契約を結び、芸名をアイドル歌手デビュー当時の木元ゆうこに戻し芸能界へ復帰。舞台を中心に女優として活動。また単発で歌手としての活動もしている。
2018年11月19日、20日、東京銀座博品館劇場にてデビュー35周年を記念して、同期デビューの大沢逸美、森尾由美、桑田靖子、松本明子、徳丸純子、小林千絵を集めライブイベント～不作と言われた私たち「お神セブンと申します」～を開催。
2023年5月1日のデビュー40周年記念日にはさくらFMの『SakuっとLa・ら・Ra 西宮』に1時間にわたり生出演した。
2023年9月29日・9月30日、東京銀座博品館劇場にて、83年組デビュー40周年を記念して「お神セブン再結集」開催。
2024年、お神セブンのメンバーのうち、小林千絵（CHIE）、松本明子（AKIKO）、木元ゆうこ（YUKO）の関西由来の3人が、「CHAY（ちゃい）まんねんシスターズ」を結成。2月14日「～CHAYまんねんシスターズ甘く楽しいホワイトデーライブ～」を『ケネディハウス銀座』にて開催。6月1日、第二弾「アイドル☆ナイト#2」を開催 11月10日、第三弾「アイドル☆ナイト#3 アニソン特集」
2024年6月、芸能界復帰時から所属した俳優倶楽部サイアン・インターナショナルを円満退社、同年7月より新事務所・石田企画に移籍。

## ディスコグラフィ

### シングル
| #                    | 発売日               | A/B面                | タイトル                   | 作詞                 | 作曲                 | 編曲                 | 規格品番             |
| 木元ゆうこ 名義      | 木元ゆうこ 名義      | 木元ゆうこ 名義      | 木元ゆうこ 名義            | 木元ゆうこ 名義      | 木元ゆうこ 名義      | 木元ゆうこ 名義      | 木元ゆうこ 名義      |
| ポリドール・レコード | ポリドール・レコード | ポリドール・レコード | ポリドール・レコード       | ポリドール・レコード | ポリドール・レコード | ポリドール・レコード | ポリドール・レコード |
| -------------------- | -------------------- | -------------------- | -------------------------- | -------------------- | -------------------- | -------------------- | -------------------- |
| 1                    | 1983年 5月1日        | A面                  | チェリーガーデン（桜の園） | 阿木燿子             | 中村泰士             | 川村栄二             | 7DX-1230             |
| 1                    | 1983年 5月1日        | B面                  | 聖女じゃない               | 阿木燿子             | 中村泰士             | 川村栄二             | 7DX-1230             |
| 2                    | 1983年 8月10日       | A面                  | ペガサス・ハネムーン       | 阿木燿子             | 鈴木キサブロー       | 萩田光雄             | 7DX-1255             |
| 2                    | 1983年 8月10日       | B面                  | 美少女メーカー             | 阿木燿子             | 鈴木キサブロー       | 萩田光雄             | 7DX-1255             |
| 樹本由布子 名義      |                      |                      |                            |                      |                      |                      |                      |
| 日本コロムビア       |                      |                      |                            |                      |                      |                      |                      |
| 3                    | 1985年 5月21日       | A面                  | べつにシンドローム         | 金井麻理子           | 樫原伸彦             | 新川博               | AH-594               |
| 3                    | 1985年 5月21日       | B面                  | プレイタイム               | 冬杜花代子           | 松田良               | 新川博               | AH-594               |

## 出演

### テレビドラマ
- EX トライアングル・ブルー（Part 1、2）（1985-1986年、テレビ朝日系）-  （とんねるず・可愛かずみ・川上麻衣子と共に主演、柴田由季子 役） （新井義春・多田羅敬二：演出）
- 夏・体験物語 第1シリーズ（1985年8月-9月、TBS系）- 藤井早苗 役
- 微熱MY LOVE（1985年11月、フジテレビ系・月曜ドラマランド）（若松節朗：演出）
- 毎度おさわがせします 第2シリーズ（1985年12月-1986年3月、TBS系）- 河合和美 役
- スケバン刑事II 少女鉄仮面伝説第26話「お京 VS お京!? 闇に出没! 謎の仮面女」（1986年、フジテレビ系） （大井利夫：監督）
- 嫁と姑の隣人戦争III（1986年、読売テレビ=日本テレビ系・木曜ゴールデンドラマ） （香坂信之：監督）
- 悪魔くん（1986年、フジテレビ『月曜ドラマランド』）大井利夫：監督
- 毎度おさわがせします 第3シリーズ（1987年、TBS系）- 河合和美 役
- 君の瞳をタイホする! 第1話ゲスト　松田秀知：監督（1988年、フジテレビ系）
- ザ・スクールコップ（1988年、フジテレビ系）
- 青春ぽるのぐらふてい ジャック＆ベティ（1985年8月、和泉聖治監督）
- 一億円のさようなら1話（2020年NHKBSプレミアム）（村上牧人：演出） ‐ 加津代・ヘンダーソン 役
- 特捜9 第4シーズン（2021年） ‐ 前島さつき 役
- 仮面ライダーガヴ 第1話（2024年9月1日、テレビ朝日） - 白壁恵子 役

### テレビ番組
- 8時だョ!全員集合（TBS系、1983年）
- はやく起きた朝は… スペシャル （フジテレビ、2018年）
- スマートフォンデュ （テレビ朝日、2018年）- 「33年振りに歌いました」
- ノンストップ! （フジテレビ、2018年）
- 第7回 ももいろ歌合戦 お神セブン[16] として出場 なんてったってアイドルを歌唱（インターネットテレビABEMA、2023年12月31日）

### Vシネマ
- 青春ぽるのぐらふてい ジャック＆ベティ（1985年、和泉聖治監督）
- 影と呼ばれた男たち（Vシネマ）殺された社長の妻・金子由美子役　（2020年、片岡修二：監督）

### 映画
- 1984年 - 月の夜 星の朝（石山昭信監督）
- 1985年 - ブレイクタウン物語（浅尾政行監督） 主演　めぐみ役（相手役・佐藤浩市）
- 1988年 - 日米合作「TOKYO-POP」　主人公ダイアモンド☆ユカイの妹役　（フラン・ルーベル・クズイ：監督・脚本）
- 2015年 - 悼む人（天童荒太：原作、堤幸彦:監督）
- 2023年 - 4日間 FOUR DAYS, TOKIO（中西健二監督）[17]
- 2025年 - 富士山と、コーヒーと、しあわせの数式（中西健二監督 10月24日公開予定）

### 舞台
- 2017年 - 劇団風斜『日本漂流記 〜「ひょっこりひょうたん島」異聞〜』パトラ役（9月1日～3日、神戸アートビレッジセンター　脚本・演出:日下部佐理）
- 2018年 - Team54『ちちいく～父逝く・・・～』長女・煕（ひろ）役 (5月20日 名古屋 東建ホール・丸の内、5月24日～27日 大阪 YES THEATER、5月31日～6月2日 東京・新宿FACE ※追加公演 10月26日 東京日本橋・三越劇場 脚本:前田耕陽、演出:川浪ナミヲ）
- 2018年 - 劇団風斜『クレイジー・フルーツ ―夢野Ｑ作とドグラ・マグラ―』8月31日～9月2日、神戸アートビレッジセンター　脚本:品川能正、演出:日下部佐理）
- 2019年 - 劇団風斜『夜の来訪者』シビル・バーリング役（5月24日～26日 元町プチシアター　脚本:Ｊ・Ｂ・プリーストリー、演出:日下部佐５理）
- 2019年 - 兵庫県劇団協議会50周年記念合同公演『大正七年の長い夏』宮田シゲ役（8月2日～4日 神戸アートビレッジセンター　原作:武田芳一、演出:岸本敏朗）
- 2023年 - パン・プランニング公演『ターニングポイント』（9月21日～24日 銀座博品館劇場　作・演出:是枝正彦）
- 2023年 - パン・プランニング公演『見えない人たち〜誰もそれに気づかなかった』（11月29日～12月3日 築地本願寺ブディストホール　作・演出:是枝正彦）
- 2024年 - 石井美奈子[18]主演『予約の取れないゴーストホテル』（1月24日～28日 BIG TREE THEATER　作・演出:萩庭貞明）
- 2024年 - 朗読劇の会GO縁『朗読劇ひめゆりの唄』（2月23～25日 中野スタジオあとくれ　脚本:山本恭子、演出:山崎すずたろう）
- 2024年 - オールグリーンプロデュース公演 仁支川峰子50周年記念悪い女シリーズ8『悪い女の流儀VS悪徳市長編』（5月15日～19日 築地本願寺ブディストホール　作・演出:萩庭貞明）
- 2024年 - 劇団アルファー『Want to meet !』（8月8日～12日 BIG TREE THEATER　作・演出:時風静恵）
- 2024年 - スタジオQ『女の戦い』（11月22日～24日 麻布区民センターホール　脚本・演出:高畠久）
- 2025年 - 劇団アルファー『爺さんの空』（1月22日～26日 THEATER GREEN　作:時風静恵・演出:すやとしのり、時風静恵）
- 2025年 - 三ツ星キッチンOriginal J-Musical『BOTCHAN2025』（4月12日～20日 コフレリオ新宿シアター　脚本・演出:上條恒）
- 2025年 - オールグリーンプロデュース公演 『浮気男とがめつい女たち』（9月20日～23日 築地本願寺ブディストホール　作・演出:萩庭貞明）(予定)
- 2025年 - エ・ネスト公演 『野良犬浮譚』（10月9日～11日 南大塚ホール　原作:松木ひろし、潤色:佐藤理、演出:伊沢弘）(予定)

### CM
- 1983年 - ファーストキッチン「ベーコンエッグバーガー」
- 2021年〜 買取大吉
- 2024年 - 森永製菓「バニラモナカジャンボ」（バニラとご婦人編）
- 2024年～ こくみん共済

## イベント
- 2018年 - デビュー35周年イベント『☆83年組アイドル～不作と言われた私たち「お神セブンと申します』（11月19日・20日、東京銀座博品館劇場）
- 2021年 - 『YUKO KIMOTO SPECIAL SPRING LIVE チェリーガーデン （桜の園）2021〜春風に愛をのせて』配信サイト・マホキャストより初のソロライブを開催[19]（4月3日、新大久保CLUB Voice）
- 2021年 - 『SPECIAL SUMMER LIVE スマイルアゲイン2021〜LOVE SONGをあなたに〜』有観客&マホキャスト同時配信ソロライブを開催（6月27日、新大久保CLUB Voice）
- 2023年 - デビュー40周年イベント『お神セブン再結集』（9月29日・30日、東京銀座博品館劇場）
- 2024年 - 小林千絵、松本明子とのユニット『CHAYまんねんシスターズ』アイドル☆ナイト (第一弾：2月14日、第二弾：6月1日、第三弾：11月10日、ケネディハウス銀座）
- 2024年 - 『木元ゆうこと笑顔の夜』プライベートLIVE開催（10月12日、新宿VOX-MIX BAR）
- 2024年 - 中山圭以子とコラボ『けいことゆうこのHappy Christmas』LIVE開催（12月8日、新宿VOX-MIX BAR）
- 2025年 - 小林千絵、松本明子とのユニット『CHAYまんねんシスターズ』アイドル☆ナイト (第四弾：5月24日、ケネディハウス銀座）

## 写真集
- 撮影：横木安良夫『木元ゆうこ写真集―水着がかわくまで』英知出版〈英知ムック4〉、1983年7月20日。
- 撮影：平地勲『由布子の本。樹本由布子写真集―18歳・早すぎた自叙伝』集英社〈週刊プレイボーイ特別編集「SOLO ACTRESS MAGAZINE」〉、1985年11月1日。国立国会図書館書誌ID:000001765872。
- 撮影：野村誠一『樹本由布子写真集』スコラ〈別冊スコラ4〉、1988年12月16日。ISBN 4-88275-604-8。国立国会図書館書誌ID:000001978695。

## イメージビデオ
- 木元ゆうこ ときめいて、あなたに決心（1983年）
- 美少女シリーズ 18才・大人未満（1985年6月、日本コロムビア）
- 今夜はSO LONG -Tonight is So Long-（1989年、JVD）
- 今夜はSO LONG -SEXUAL MATE SERIES-（1989年1月、ケイブンシャ）

## 83年組
デビュー同期は、伊藤麻衣子(現いとうまい子)、岩井小百合、大沢逸美、THE GOOD-BYE、桑田靖子、小出広美、小林千絵、武田久美子、徳丸純子、原真祐美、松尾久美子、松本明子、森尾由美などがいた。前年82年デビュー組(いわゆる“花の82年組”)に比べて、露出もセールス的にも振るわず、のちに「不作の83年組」などと総括されることになった。